# Nouvelle démocratie (concept)
Pour les articles homonymes, voir Nouvelle démocratie.
 (octobre 2012).
Si vous disposez d'ouvrages ou d'articles de référence ou si vous connaissez des sites web de qualité traitant du thème abordé ici, merci de compléter l'article en donnant les références utiles à sa vérifiabilité et en les liant à la section « Notes et références ».
La nouvelle démocratie (sinogramme simplifié : 新民主主义) ou la nouvelle révolution démocratique (sinogramme simplifié : 新民主主义革命) est un concept maoïste fondé sur la théorie du bloc des quatre classes de Mao Zedong  dans la « Chine post-révolutionnaire ». Actuellement[Quand ?], le Sentier lumineux, le New People's Army des Philippines et le Parti communiste d'Inde (maoïste) dirigent une guérilla active (« Théorie de la guerre du peuple ») avec l'intention d'établir la Nouvelle Démocratie.
La théorie vise toujours à renverser le féodalisme, atteindre une indépendance nationale du pays vis-à-vis du colonialisme et établir une démocratie, mais elle oublie la direction de la classe capitaliste qui suit d'ordinaire une telle lutte et qui cherche généralement à établir une démocratie libérale qualifié par Mao de « Vieille Démocratie », prétendant plutôt chercher à entrer directement dans le socialisme par une coalition de classes combattant l'ancien système dirigeant. Cette coalition est subsumée sous la direction de la classe ouvrière et de son parti communiste.
Ce bloc de classes est symbolisé de façon la plus reconnaissable par les étoiles sur le Drapeau de la Chine, avec la plus grande étoile pour symboliser la direction du parti communiste chinois, et entouré de quatre plus petites étoiles symbolisant le bloc des quatre classes : les travailleurs prolétaires, les paysans, la petite bourgeoisie urbaine, et la bourgeoisie nationale (en opposition avec la bourgeoisie compradore). Ceci est la coalition de classes pour Mao « la nouvelle révolution démocratique » comme il l'a décrit dans ses ouvrages. La nouvelle démocratie de Mao explique le bloc des quatre classes comme une conséquence malheureuse mais nécessaire de l'impérialisme comme décrit par Lénine. Les critiques de la gauche radicale dénoncent généralement cette stratégie comme futile et/ou dangereuse, la qualifiant de politique du « moindre mal ».
La théorie classique marxiste des étapes de développement économique et historique du mode de production sous lequel une révolution socialiste peut intervenir est que la révolution socialiste arrive seulement après la révolution bourgeoise-démocratique capitaliste qui arrive en premier. Selon cette théorie, la révolution bourgeoise-démocratique prépare le chemin à la classe industrielle prolétaire qui émerge comme classe  majoritaire dans la société, après quoi elle renverse alors le capitalisme et commence à construire le socialisme.
Marx a cru que les premières révolutions communistes dans les secteurs non-industrialisés du monde ne seraient pas durables car des conditions préalables essentielles économiques et sociales leur feraient défaut. Mais la Révolution d'Octobre a duré plus longtemps que tout autre mouvement socialiste sérieux en Europe après la Première Guerre mondiale et a semblé valider l'analyse de Lénine selon laquelle le socialisme pourrait encore être réalisé dans un pays composé principalement de paysans. Ainsi Mao, en conséquence, a mené l'analyse de Lénine une étape plus loin, disant essentiellement que la démocratie bourgeoise et le socialisme pourrait être combinés en une seule étape, et que la forme de dictature du prolétariat tel qu'existante en URSS ne serait pas applicable aux colonies et semi-colonies en raison de leur trop faible industrialisation, une troisième forme d'état serait alors nécessaire afin de servir d'intermédiaire : c'est la Nouvelle Démocratie.
Une fois la Nouvelle Démocratie établie, le pays est supposé être idéologiquement socialiste et travailler pour l'avènement du communisme sous la direction du Parti communiste, et son peuple est activement impliqué dans la construction du socialisme — voir les exemples du Grand Bond en avant et la grande révolution culturelle prolétarienne que Mao a considéré comme la démocratie participative inhérente au concept de Nouvelle Démocratie — même quand le pays lui-même maintient et étend de nombreux aspects du capitalisme dans un but de croissance économique rapide.
C'est ainsi que la Nouvelle Démocratie est considérée comme une étape vers le socialisme — une théorie à deux-étapes, d'abord la Nouvelle Démocratie, puis la dictature du prolétariat. Étant donné que l'objectif ultime autoproclamé de construction socialiste est la création d'une société communiste apatride, sans classes et sans argent, ajouter la Nouvelle Révolution Démocratique fait de l'ensemble une théorie à trois étapes : d'abord la Nouvelle Démocratie, puis la dictature du prolétariat, et enfin le communisme.